# Dramma Italiano di Fiume
Il Dramma Italiano di Fiume è la compagnia di prosa di lingua italiana del Teatro nazionale croato Ivan de Zajc di Fiume (Hrvatsko Narodno Kazalište Ivana pl. Zajca, Rijeka), di cui fanno anche parte il Dramma Croato, l'Opera e il Balletto. Pur non essendo in sé un'istituzione, è considerato parte organica della realtà degli italiani in Croazia e Slovenia.
Il Dramma Italiano oggi gode di una propria autonomia culturale (repertorio, scelte artistiche ecc.) ed economica. In alcune fasi della sua storia perse questa autonomia per ragioni sia di conformismo ai dettami del Partito Comunista di Croazia sia di debolezza culturale e politica interna, ma anche per la mancanza di visione prospettica della direzione artistica.
Il compito principale del Dramma Italiano di Fiume è quello di tenere viva la lingua italiana e la sua cultura in una realtà a oggi grande maggioranza croata. La cultura e lingua italiana viene portata avanti in queste zone tramite la pratica teatrale, che viene svolta in tutte le maggiori località del Golfo del Quarnero e dell'Istria con spettacoli, recital e incontri. Compito importante, in particolare in passato, era anche la presentazione e promozione della drammaturgia croata (e prima jugoslava) presso la platea di lingua italiana.

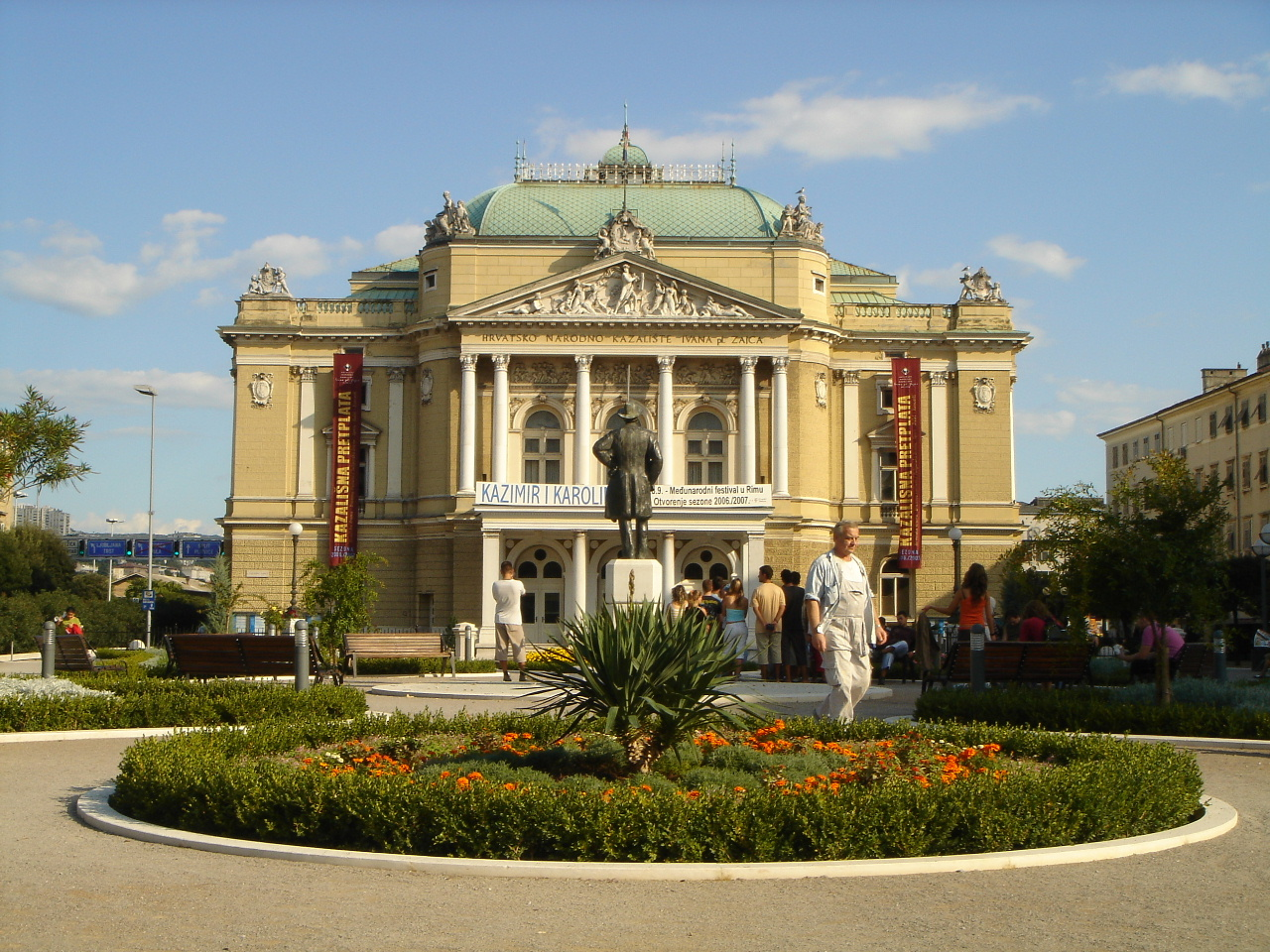
Teatro Nazionale Croato Ivan de Zajc, sede anche del Dramma Italiano

## Storia
Fondato nel 1946, il Dramma Italiano ha messo in scena da quel momento mediamente quattro première per stagione. Nei primissimi anni arrivò a portare in scena sette spettacoli a stagione, dato il maggior numero di spettatori di lingua italiana; si è poi stabilizzato a tre negli ultimi venti anni.
La Compagnia è inserita all'interno del teatro Ivan de Zajc, in cui operano anche il Dramma Croato, l'Opera, e la Compagnia di Danza. L'edificio è in stile Liberty ed è stato edificato nel 1893, quando Fiume apparteneva come corpus separatum al Regno di Ungheria all'interno dell'Impero Austroungarico.
Tra i primi direttori artistici del complesso va ricordato il commediografo e regista triestino Piero Rismondo, che a Vienna diventò poi un importante critico e traduttore per la cui opera verrà insignito del Premio Musil.
Il successore di Rismondo fu il poeta e commediografo fiumano Osvaldo Ramous, che salvò il Dramma Italiano dalla chiusura. A Ramous seguirono il direttore d'orchestra Alessandro Petterin, l'attore e cantante Bruno Petrali, la musicologa Margherita Barbalich Gilic e il giornalista Sandro Damiani. Nel 2004 la direzione passò alla scrittrice e poetessa Laura Marchig, nel 2014 all'attrice e cantante Leonora Surian, a Giuseppe Nicodemo nel 2016 e alla fine dello stesso anno la direzione della Compagnia fu assegnata a Rosanna Bubola. Il direttore attuale è l'attore italiano Giulio Settimo.
Sino alla prima metà degli anni Sessanta, gli unici mezzi finanziari di sostentamento provenivano dalle repubbliche federate di Croazia e Slovenia, dove la compagnia operava grazie alla presenza di comunità italiane, e dal Comune di Fiume.
In seguito, dalla seconda metà degli anni Sessanta, grazie all'interessamento dell'Ente Morale Università Popolare di Trieste, cominciarono a pervenire aiuti finanziari anche dal governo italiano, e in questi ultimi anni anche dalla Regione Friuli-Venezia Giulia. L'attività viene sostenuta soprattutto dall'apporto finanziario croato, mentre quello proveniente dall'Italia copre meno di un terzo delle spese totali.

## Attività
La metà delle oltre trecento commedie messe in scena dal Dramma Italiano sono di autori italiani: dai classici Ruzante, Goldoni, Pirandello, Diego Fabbri, Carlo Terron, Eduardo De Filippo e Dario Fo, ai contemporanei Dacia Maraini, Ghigo De Chiara, Mario Moretti, Francesco Randazzo, Giacomo Carbone, Edoardo Erba, Mario Fratti, Chiara Boscaro e Marco Di Stefano. 
Durante i primi venticinque anni della storia della compagnia, gli attori principali provenivano in ugual misura sia dalla scena locale che da quella italiana. Della scena locale sono: Gianna Depoli, Raniero Brumini, Nereo Scaglia, il già citato Petrali, Giulio Marini, Rossana Grdadolnik (oggi Elvia e Bruno Nacinovich); di quella italiana: i milanesi Ada Mascheroni e Carlo Montini, i romani Flavio Del Noce, Sandro Bianchi, Adelaide Gobbi, Glauco e Lucilla Verdirosi, il veneziano Angelo Benetelli. La compagnia attuale è formata da Leonora Surian, Ivna Bruck, Aleksandar Cvjetković, Serena Ferraiuolo, Bruno Nacinovich, Anton Toni Plešić, Mirko Soldano e Giuseppe Nicodemo.
Tra i tanti registi italiani che hanno allestito spettacoli per il Dramma Italiano si ricordano: Spiro Dalla Porta Xydias, Francesco Macedonio, Giuseppe Maffioli, Nino Mangano (che per un lungo periodo è stato anche consulente artistico), Tonino Conte, i fratelli Antonio e Andrea Frazzi, Franco Però, Mario Licalsi, Gabris Ferrari, Giuseppe Liotta, Mario Brandolin, Andrea Gagnarli, Sergio Velitti, Mario Mattia Giorgetti, Gianfranco De Bosio, Gianfranco Pedullà, Angelo Savelli, Pier Luca Donin; e anche i già menzionati autori: Moretti, Bassetti e Randazzo, Paolo Magelli, Marco Di Stefano, Gianpiero Borgia e Paola Galassi. Tra i registi non italiani, i più importanti sono stati gli zagabresi Bogdan Jerković e Peter Selem, i macedoni Georgjevskij e Paunovski, gli sloveni Boris Kobal e Mario Uršič, il fiumano Anđelko Stimac.
Altri importanti collaboratori tra scenografi, costumisti e musicisti sono stati: Micha Scandella, Emanuele Luzzati, Sergio D'Osmo, Stefania Battaglia, Dora Argento, Poppi Ranchetti, Milli, Mirco Rocchi, Cesare Bindi, Massimiliano Pace. In più, il Premio Nobel Dario Fo ha collaborato come costumista del proprio testo "La colpa è sempre del diavolo".
Dalla metà degli anni novanta, il Dramma Italiano ha dato luogo a numerose coproduzioni con le quali è approdato sulle scene italiane, queste includono coproduzioni e collaborazioni con: Il Piccolo Teatro di Milano, il Teatro di Rifredi e il Teatro Popolare Maskarà (entrambi di Firenze), il Teatro Stabile di Calabria, il Teatro Stabile di Verona, con gli Artisti Associati di Gorizia, La Contrada - Teatro Stabile di Trieste, il Teatro Stabile del Friuli-Venezia Giulia, ArteVen, il Teatro dell'Orologio di Roma e la compagnia milanese La Confraternita del Chianti.
Lunghissima è la lista delle attrici e degli attori che hanno collaborato con il Dramma Italiano, e non solo all'interno di spettacoli sorti in coproduzione. Il nome più altisonante, e al tempo stesso il primo ospite, fu Diana Torrieri a metà degli anni Cinquanta, quando in Italia era ancora considerata una delle attrici di prosa (e capocomico) più importanti. Nella seconda metà degli anni Sessanta arrivarono Dario Penne, Edgardo Sirola, una esordiente Maria Sciacca (scomparsa in giovane età, quand'era con gli Attori e Tecnici di Attilio Corsini, e il cui nome è stato dato ad un prestigioso premio teatrale), Omera Lazzari e Bruno Pischiutta. Dagli anni Novanta in poi: Roberto Della Casa, il sunnominato Randazzo (non ancor divenuto regista e commediografo), Claudio Trionfi, Paolo Falace, Mimmo Lo Vecchio, Giorgio Saletta, Orazio Bobbio, Salvatore Esposito, Walter Mramor, Virginio Gazzolo, Miranda Martino, Mario Aterrano, Florens Fanciulli, Stefano Ambrogi, Marcellina Ruocco, Monica Menchi, Pier Luigi Zollo, Gianluca Guidotti, Fernando Maraghini, Paolo Valerio, Aristide Genovese, Stefania Stefanin, Luigi Marangoni, Diego Runko, Adriano Giraldi, Valentina Banci, Mauro Malinverno, Marco Pezza, Valeria Sara Costantin e altri.

## Riconoscimenti
Innumerevoli sono i riconoscimenti ottenuti, tra cui: il Premio dell'Associazione dei Critici di Teatro Italiani e quello dell'Associazione degli Operatori Teatrali della Croazia, il premio Teatro e Memoria dell'Istituto Cervi, il Premio AGIS e il Premio IDI. Il Premio Flaiano Speciale invece è andato a Sandro Damianiper il lavoro svolto con la compagnia.